# 파볼 바이자
파볼 바이자(슬로바키아어: Pavol Bajza, 1991년 9월 4일 ~ )는 슬로바키아의 축구 선수로서 포지션은 골키퍼이다. 현재 MFK 카르비나 소속으로 뛰고 있다.